# Asaphes globularis
Asaphes globularis är en stekelart som beskrevs av Xiao och Huang 2000. Asaphes globularis ingår i släktet Asaphes och familjen puppglanssteklar. Inga underarter finns listade.